# Tadeusz Witoszyński
Tadeusz Kazimierz Witoszyński (ur. 4 grudnia 1908 w Michalinie, województwo stanisławowskie, zm. 31 października 1993 w St. Catharines, prowincja Ontario w Kanadzie) – porucznik piechoty Wojska Polskiego, kawaler Krzyża Srebrnego Orderu Wojennego Virtuti Militari.

## Życiorys
Urodził się w dniu 4 grudnia 1908 roku w Michalinie, w ówczesnym województwie stanisławowskim. Absolwent Szkoły Podchorążych Piechoty. Zarządzeniem Prezydenta Rzeczypospolitej Ignacego Mościckiego (opublikowanym w Dzienniku Personalnym Ministerstwa Spraw Wojskowych Nr 9 z 1933 roku) mianowany został na stopień podporucznika w korpusie oficerów piechoty, ze starszeństwem z dniem 15 sierpnia 1933 roku i 135. lokatą. Zarządzeniem Ministra Spraw Wojskowych (podpisanym w zastępstwie przez gen. dyw Kazimierza Fabrycego) wcielony został, w korpusie oficerów piechoty, do batalionu morskiego, stacjonującego w Wejherowie. Jako podporucznik batalionu morskiego (z dniem 1 kwietnia 1937 roku batalion morski został przemianowany na 1 morski batalion strzelców) zajmował na dzień 5 czerwca 1935 roku 133. lokatę w swoim starszeństwie (była to 252. lokata łączna wśród podporuczników korpusu piechoty). 
Do stopnia porucznika awansowany został ze starszeństwem z dniem 1 stycznia 1936 roku i 198. lokatą wśród oficerów piechoty. Na dzień 23 marca 1939 r. pełnił funkcję dowódcy kompanii k.m. w 1 morskim batalionie strzelców, zajmując w tym czasie 186. lokatę wśród poruczników piechoty w swoim starszeństwie.  
Na dzień 1 września 1939 r. (już po ogłoszeniu mobilizacji) jako porucznik piechoty zajmował stanowisko dowódcy 1 kompanii c.k.m. w I batalionie 1 morskiego pułku strzelców (pułk ten wchodził w skład Oddziału Wydzielonego „Wejherowo”, walczącego w ramach wojsk Lądowej Obrony Wybrzeża dowodzonej przez płk. Stanisława Dąbka). Tadeusz Witoszyński walczył w obronie Wejherowa, Redy i Kępy Oksywskiej. Podczas walk został dwukrotnie ranny: dnia 14 września 1939 r. w twarz (podczas akcji pod miejscowością Dębogórze) i dnia 18 września w nogę, na punkcie obserwacyjnym dowódcy pułku (w miejscowości Stare Obłuże). Ewakuowany został wówczas do szpitala w Babich Dołach . Dostał się do niemieckiej niewoli, w której przebywał w oflagu VII A Murnau (numer jeniecki: 230). 
Po wyzwoleniu z oflagu wstąpił do Polskich Sił Zbrojnych na Zachodzie. Po dniu 1 lipca 1945 roku, w randze porucznika, został przydzielony do 65 Pomorskiego Batalionu Piechoty w 16 Pomorskiej Brygadzie Piechoty wchodzącej w skład 2 Warszawskiej Dywizji Pancernej. W roku 1949 wyemigrował do Kanady, gdzie zmarł w dniu 31 października 1993 r. Spoczywa na cmentarzu Victoria Lawn Cemetery w mieście St. Catharines (region Niagara w prowincji Ontario).
Za swą postawę wykazaną podczas walk kampanii wrześniowej odznaczony został Krzyżem Srebrnym Orderu Wojennego Virtuti Militari (Nr krzyża: 12029). Nadanie to ogłoszone zostało w Dzienniku Personalnym PSZ Nr 3 z dnia 25.07.1947 roku. 

## Awanse
- podporucznik (15.8.1933)[1]
- porucznik (1.1.1936)[2][6]

## Ordery i odznaczenia
- Krzyż Srebrny Orderu Wojennego Virtuti Militari za wojnę obronną 1939 – nr krzyża 12029